# Pinkowicze
Pinkowicze (biał. Пінкавічы; ros. Пинковичи) – wieś na Białorusi, w obwodzie brzeskim, w rejonie pińskim, w sielsowiecie Pinkowicze, nad Piną.
Pinkowicze przecinają droga republikańska R8 i linia kolejowa Łuniniec – Żabinka.
W budynku byłej szkoły z końca XIX w. znajduje się muzeum literacko-etnograficzne im. Jakuba Kołasa. Ekspozycje poświęcone są pobytowi Jakuba Kołasa w Pinkowiczach, życiu mieszkańców wsi w początkach XX w. oraz historii i stanowi obecnemu Pinkowicz. Drugim zabytkiem jest pochodząca z 1830 cerkiew Opieki Matki Bożej, służąca miejscowej parafii prawosławnej.

## Historia
W latach 1904–1906 w tutejszej szkole uczył Jakub Kołas. 
W dwudziestoleciu międzywojennym leżały w Polsce, w województwie poleskim, w powiecie pińskim. Od XIX w. do 1939 siedziba gminy Pinkowicze. W 1926 serię grafik z Pinkowicz wykonał Jazep Drazdowicz. W 1934 wieś odwiedziła Louise Arner Boyd.
Po II wojnie światowej w granicach Związku Sowieckiego. Od 1991 w niepodległej Białorusi.

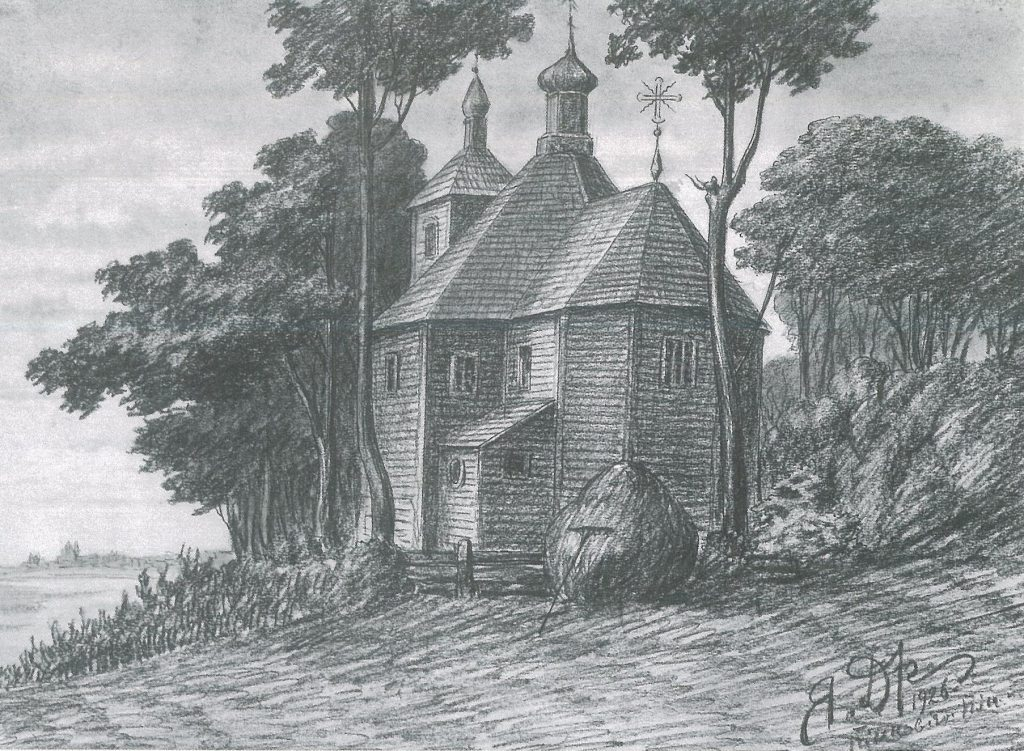
Cerkiew Opieki Matki Bożej na grafice Jazepa Drazdowicza
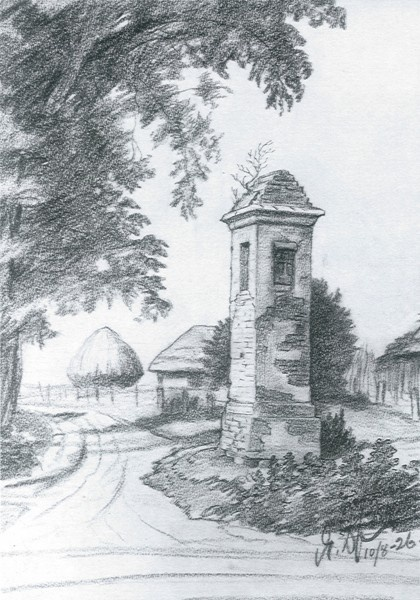
Pinkowicze na grafice Jazepa Drazdowicza
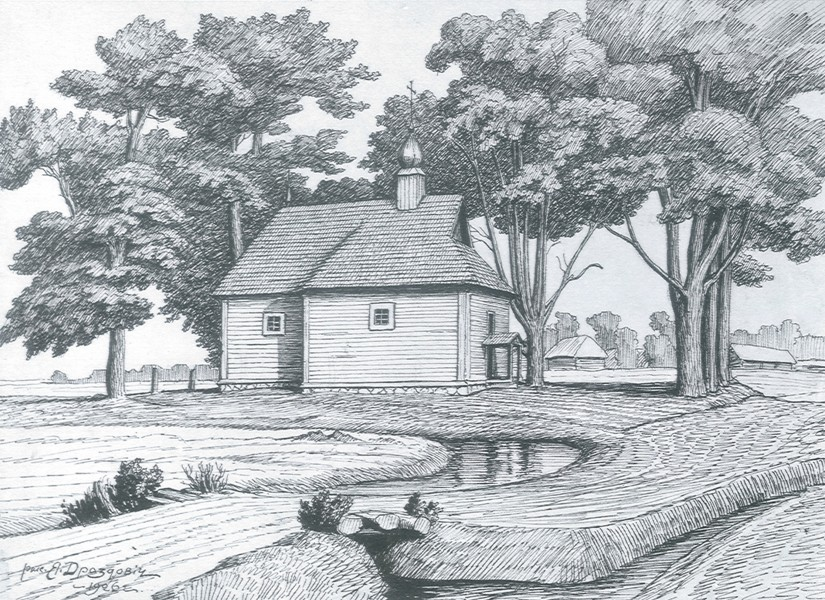
Pinkowicze na grafice Jazepa Drazdowicza
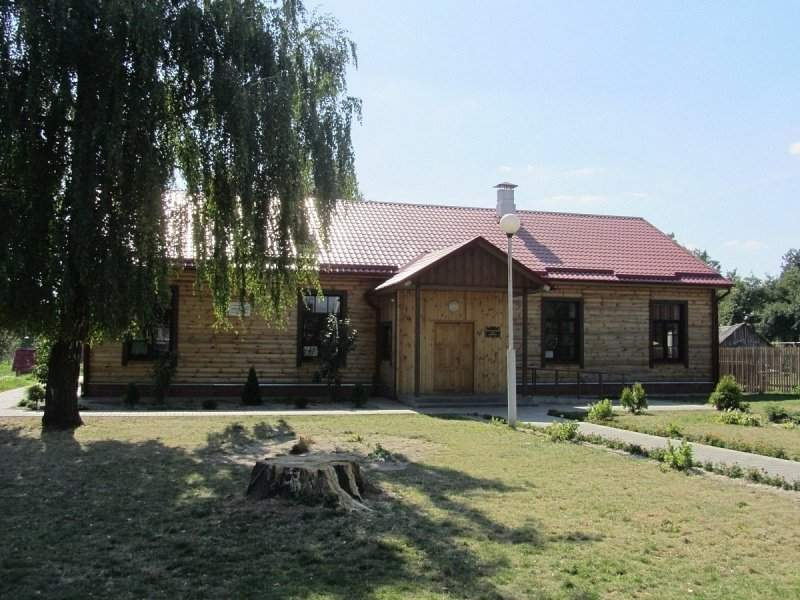
Muzeum literacko-etnograficzne im. Jakuba Kołasa
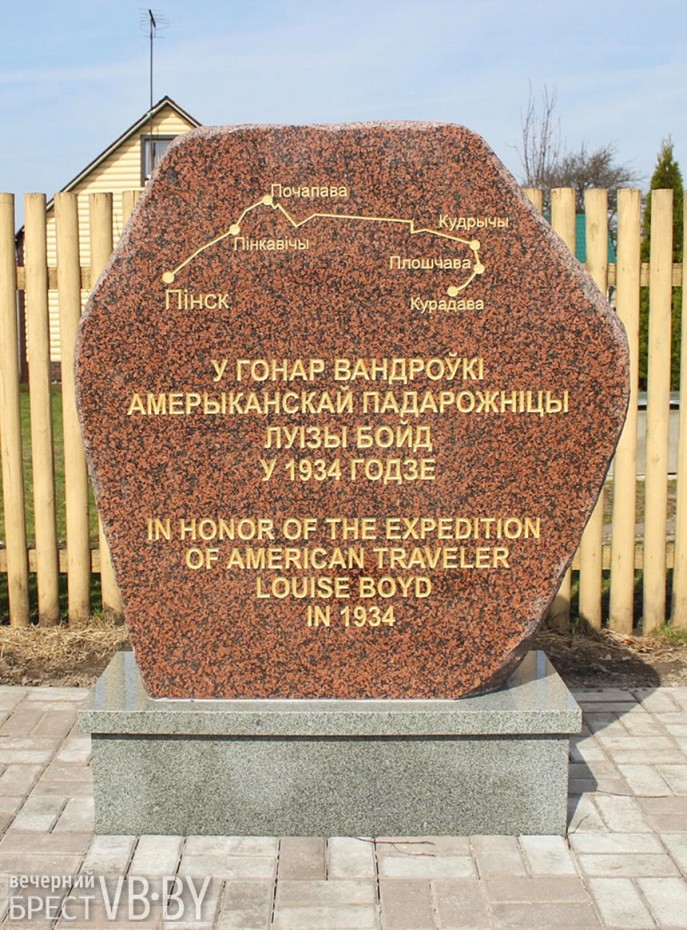
Pomnik upamiętniający odwiedzenie wsi przez Louise Arner Boyd